# 塞拉菲諾·馬佐里尼
塞拉菲諾·馬佐里尼（義大利語：Serafino Mazzolini），是義大利王國的律師、政治家和外交官。曾經擔任過義大利外交部副國務卿兼部長、駐巴西和烏拉圭領事、駐埃及大使和蒙特內哥羅總督。

## 生平

### 早年
馬佐里尼作為一名律師和記者，名聲赫然響撤整個義大利王國，而馬佐里尼藉著這項優勢，號招支持者於1911年在馬切拉塔創立了的民族主義組織，不久之後成為了義大利報社--《聯合報》的負責人。1914年第一次世界大戰爆發，馬佐里尼作為志願兵前往前線參加了第一次世界大戰並被授予義大利戰功十字勳章。
一戰結束後，馬佐里尼回到安科納，成為義大利報社--《The Order》（義大利語：L'Ordine）的副總監。馬佐里尼在1919年時自安科納港租借了一艘摩托艇，橫渡亞得里亞海後，與加布里埃萊·鄧南遮一起參與義大利卡爾納羅臨時政府的會議，隨後前往阜姆市新聞辦公室工作。
1920年時馬佐里尼成為了安科納的市議員和省議員，並於1922年與法西黨員參與進軍羅馬，但一年後馬佐里尼才加入國家法西斯黨。1924-1926年他成為該黨的中央委員會成員和宣傳部門的工作者，1924年首次擔任副手，1925年任副書記，直至1926年，他都是法西斯大委員會的成員。

### 中年
1926年後馬佐里尼放棄了所有政治職位，開始投入新聞業，他是義大利報社--《Il Corriere Adriatico 》報的主任，並開始了外交生涯。1928 年馬佐里尼被任命為義大利駐巴西聖保羅總領事，1933年被任命為駐烏拉圭蒙得維的亞領事，1938年升任駐埃及開羅大使，並在法魯克王朝的宮廷裡工作，直到第二次世界大戰爆發，馬佐里尼都在埃及擔任大使。隨著盟軍的行動，因為作為英國保護國埃及的敵對領土大使，使他返回羅馬。1941年4月19日，在義大利國王維托里奧·埃馬努埃萊三世的推薦下，他被任命為蒙特內哥羅王國的民事總督兼攝政王，任期至1941年7月23日。